# Cressyklasse

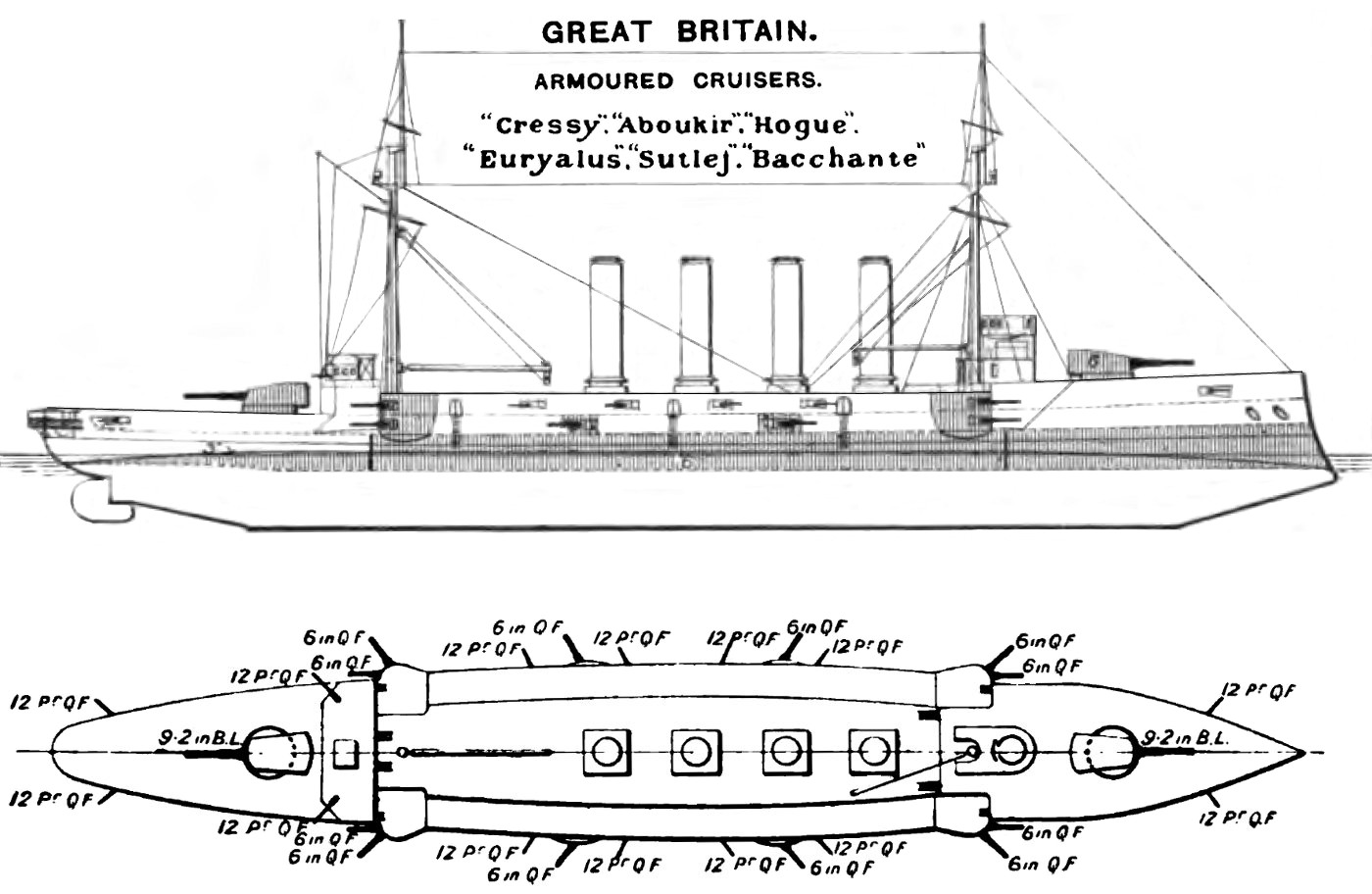
Tekening Cressy klasse

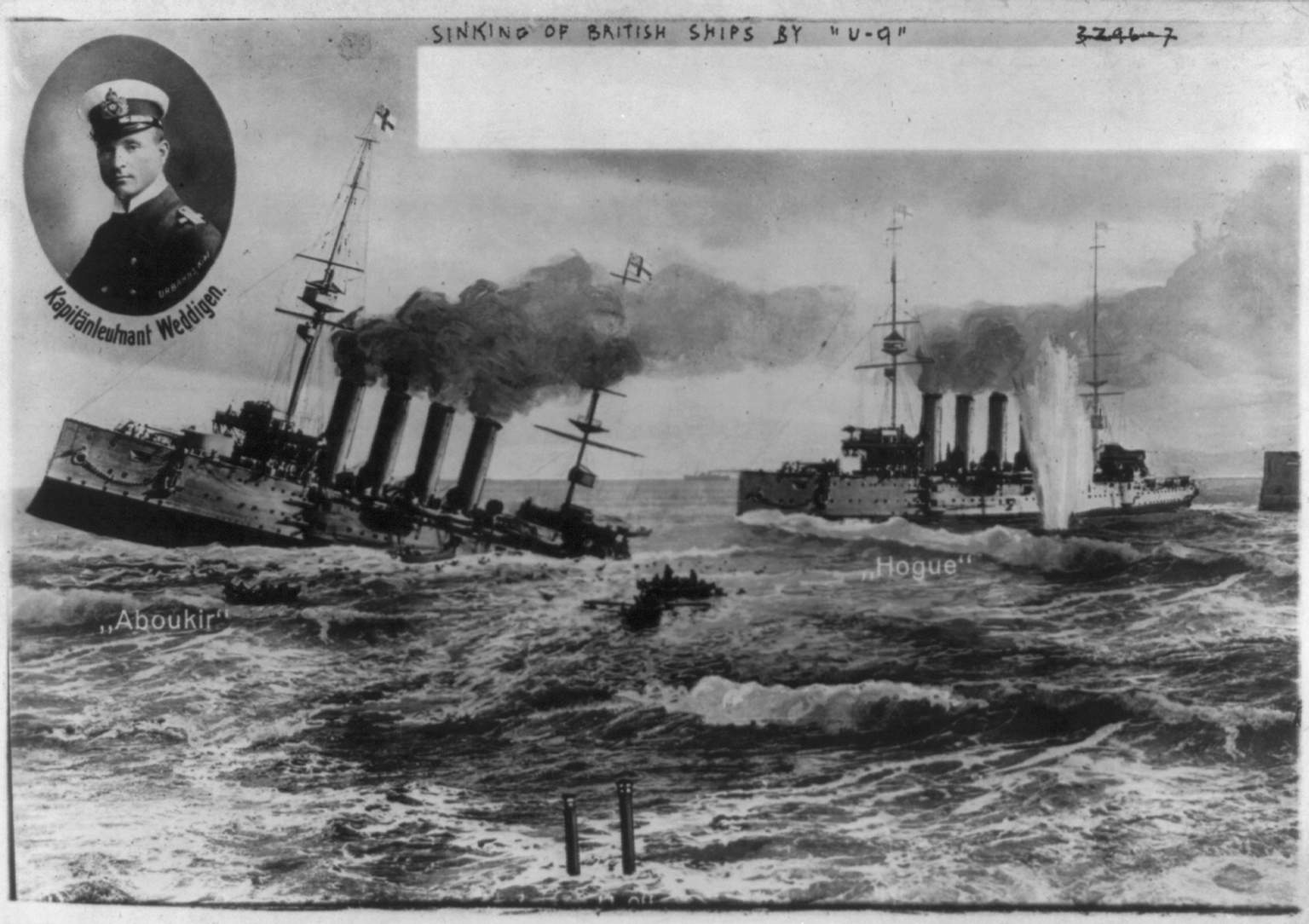
Duitse postkaart over de actie van de S9

Van de Cressyklasse zijn zes schepen gebouwd rond het begin van de 20e eeuw. De kruisers waren bewapend met twee 9,2-inch kanonnen op het voor- en achterdek. Drie schepen van deze klasse werden in de morgen van 22 september 1914 voor de Nederlandse kust tot zinken gebracht door de Duitse onderzeeboot U9.

## Beschrijving
De kruisers van de Britse Cressyklasse werden rond het begin van de 20e eeuw gebouwd. Ze hadden een waterverplaatsing van zo’n 12.000 ton en de hoofdbewapening bestond uit twee 9,2-inch kanonnen. Deze waren opgesteld in een geschuttoren voor de brug en het tweede stond op het achterschip. De kanonnen schoten granaten met een massa van 170 kg tot maximaal 14 km weg. De secundaire bewapening bestond uit 12 achterladers met een kaliber van 6 inch (152 mm). Acht van deze kanonnen waren in kazematten opgesteld op de hoofddek en konden alleen in kalm weer worden gebruikt. De granaten van 45 kilogram hadden een bereik van zo’n 11 kilometer. Op de waterlijn hadden de schepen een pantser van 6 inch dik.

## Schepen in klasse
| Naam          | Scheepswerf           | Kiellegging      | In dienst        | Lot                                   |
| ------------- | --------------------- | ---------------- | ---------------- | ------------------------------------- |
| HMS Cressy    | Fairfield, Govan      | 12 oktober 1898  | 28 mei 1901      | Gezonken op 22 september 1914         |
| HMS Sutlej    | J Brown Clydebank     | 15 augustus 1898 | 6 mei 1902       | Verkocht op 9 mei 1921 voor de sloop  |
| HMS Aboukir   | Fairfield, Govan      | 9 november 1898  | 3 april 1902     | Gezonken op 22 september 1914         |
| HMS Hogue     | Vickers, Barrow       | 14 juli 1898     | 19 november 1902 | Gezonken op 22 september 1914         |
| HMS Bacchante | John Brown, Clydebank | 15 februari 1899 | 25 november 1902 | Verkocht voor de sloop op 1 juli 1920 |
| HMS Euryalus  | Vickers, Barrow       | 18 juli 1899     | 5 januari 1904   | Verkocht voor de sloop op 1 juli 1920 |

## Inzet
Alle schepen van deze klasse hebben dienstgedaan in de Noordzee, Middellandse Zee en in het Verre Oosten.
Aan het begin van de Eerste Wereldoorlog werden de schepen van deze klasse ingedeeld bij het 7th Cruiser Squadron. Deze had tot taak Het Kanaal te beschermen tegen Duitse aanvallen. Met de thuisbasis in Harwich verdedigden de schepen de toegang tot Het Kanaal vanuit de Noordzee. De schepen waren verouderd, traag en kregen een minder ervaren bemanning.
Op 22 september 1914 voeren drie schepen van deze klasse, de Cressy, Aboukir en Hogue, voor de Nederlandse kust. Vanwege het slechte weer waren er geen torpedobootjagers om de schepen te beschermen. De Euryalus was een paar dagen eerder vertrokken om te bunkeren. Ze voeren achter elkaar met een onderlinge afstand van zo’n 1800 meter met een snelheid van 10 knopen. Als eerste werd de Aboukir beschoten door de Duitse onderzeeboot U9. De opvarenden verlieten het schip, maar dit zonk zo snel dat alle 527 bemanningsleden met het schip ten onder gingen. Men dacht dat het schip op een zeemijn was gelopen en de Hogue snelde toe om hulp te verlenen, maar werd eveneens getroffen door een torpedo van de U9. Tot slot kwam de Cressy naderbij en was ook een gemakkelijk doelwit voor de op circa 1000 meter afstand liggende duikboot. Meer dan 2000 zeelieden lagen in het water waarvan er 837 werden gered door Nederlandse vissersschepen en koopvaardijschepen of bereikten op vlotten de Nederlandse kust. Voor 1459 opvarenden was geen redding meer mogelijk.